# Чашевидный знак

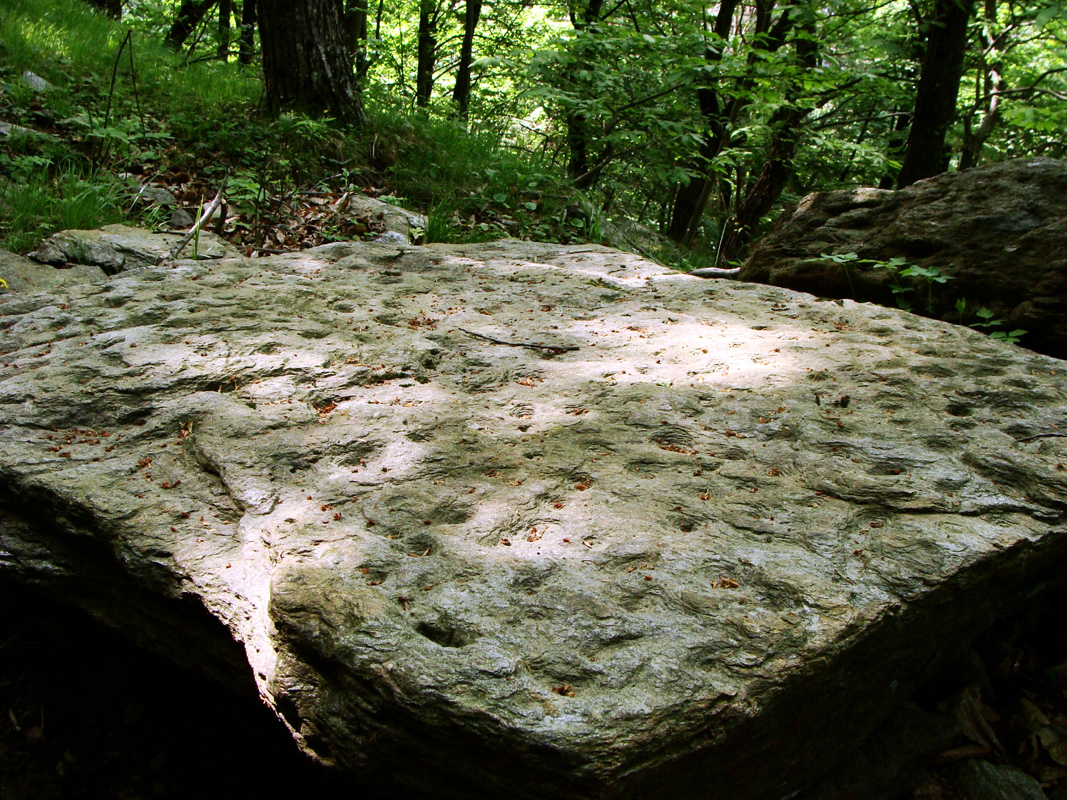
В Пьемонте имеется множество камней с чашевидными знаками. Пера-Кревола, Валь-ди-Суза, Италия

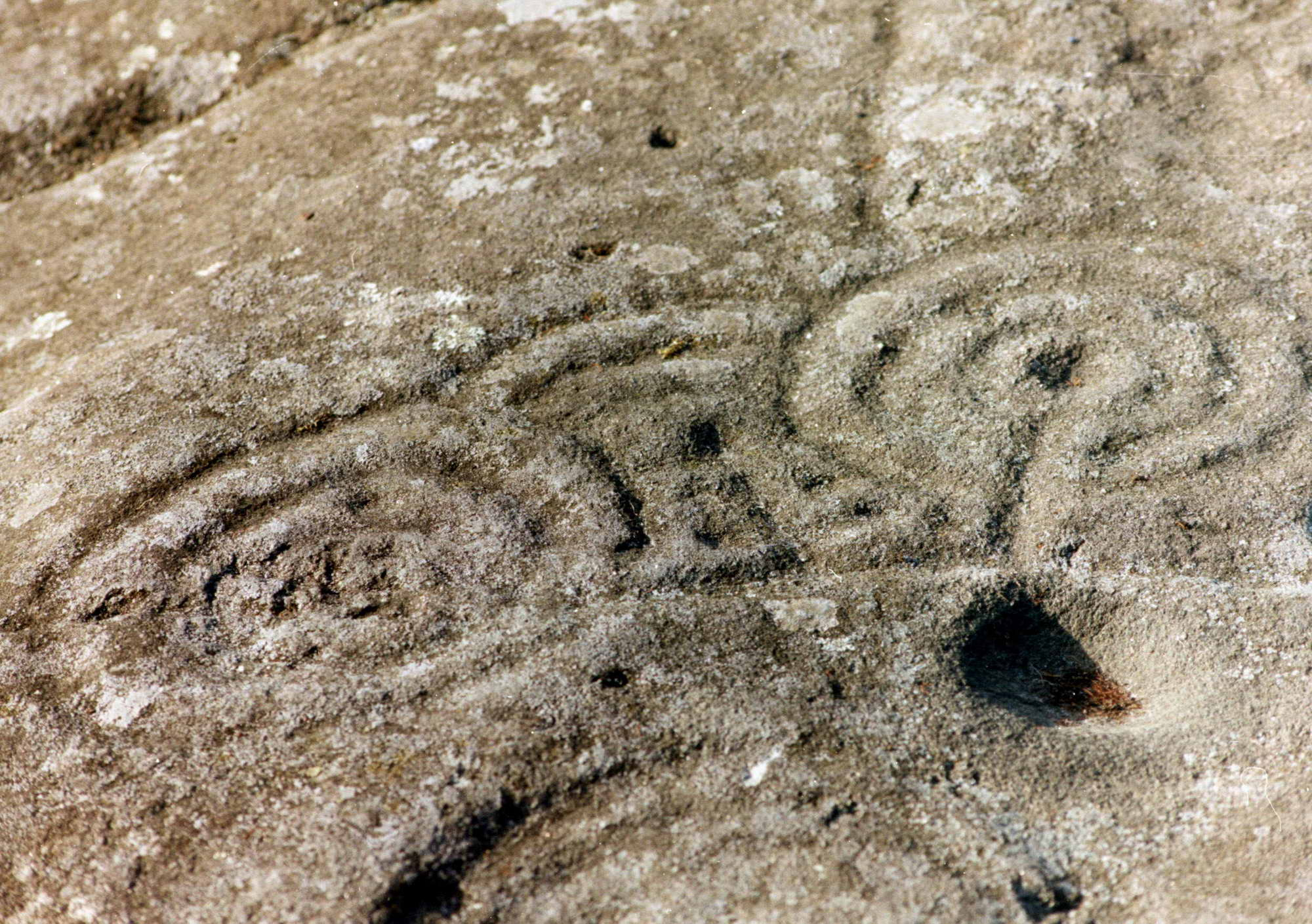
«Лабиринты Могора»: чашевидные знаки и круги из Марина, провинция Понтеведра, Галисия

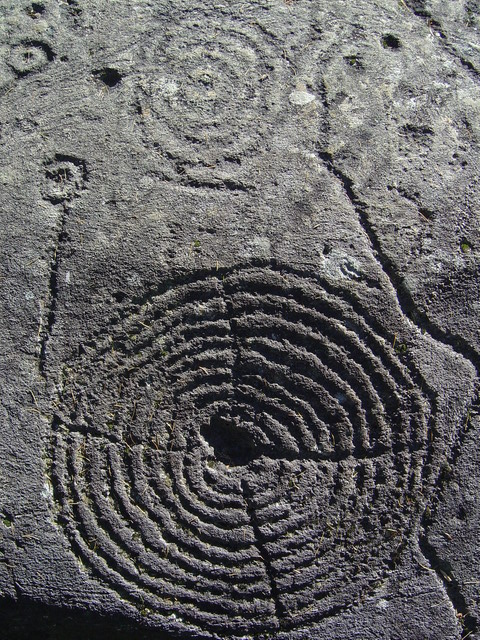
Чашевидные знаки и круги из Альп, Каршенна, Швейцария

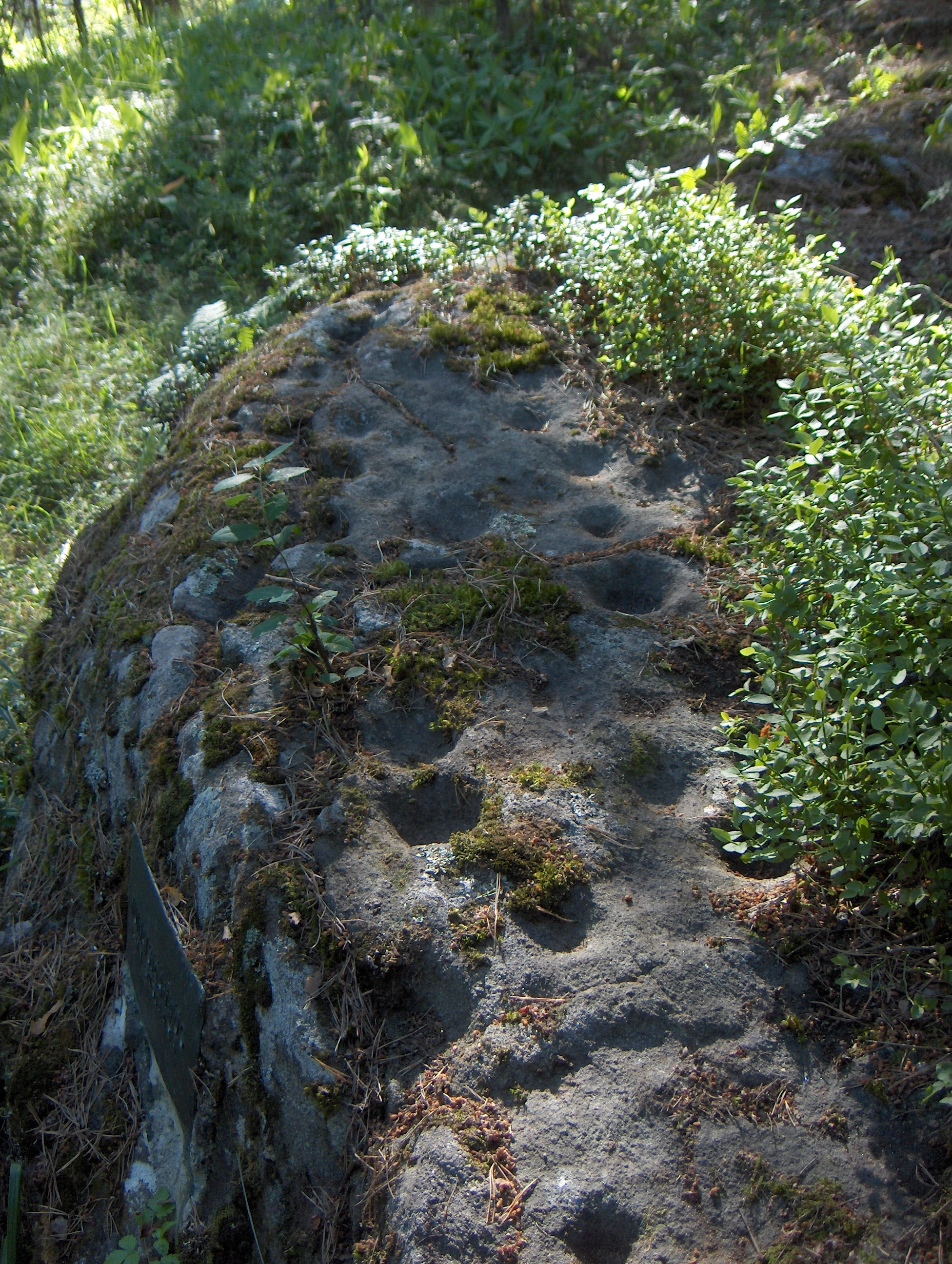
Знаки из Хартолы, Финляндия

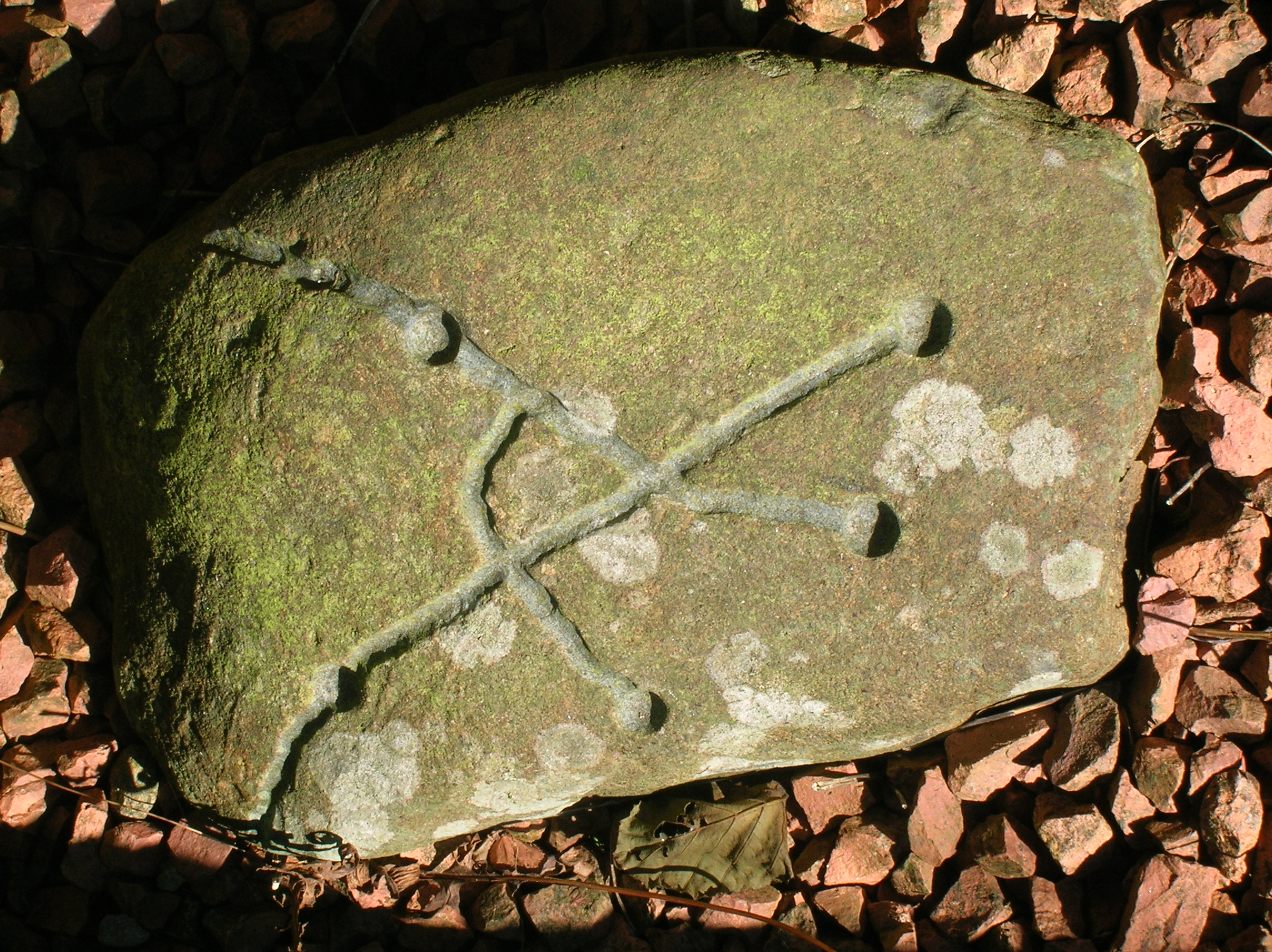
Копия необычного камня с лунками из Дальгарвена, Норт-Эйршир, Шотландия.

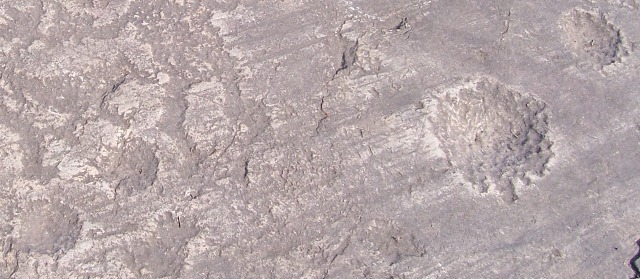
«Маленькие лунки», долина Камоника, Италия

Чашевидный знак (англ. cup mark, нем. Schälcher), лунка — углубление в камне. В России обычно применяют термин «лунка» (не путать с лунками в земле).
Иногда углубление окружено концентрическими кругами (англ. cup-and-ring mark). Круги могут быть разделены радиальными линиями или иметь жёлоб, отходящий от центра. Такие изображения распространёны главным образом в Атлантической Европе (северная Англия, Шотландия, Ирландия, Бретань, Галисия (северо-запад Испании)), а также в Средиземноморской Европе (северо-запад Италии, Фессалия, центральная Греция, Швейцария).
Атлантические и средиземноморские символы, как правило, коррелируют с распространением потомков культуры кардиальной керамики («эпикардиальных» культур), однако в целом знаки являются надкультурным «бродячим сюжетом», поскольку встречаются в самых разных местах мира, а старейшие из известных до сих пор подобных знаков обнаружены в палеолитическом пещерном жилище Чаттан (Chattan). В Англии распространение чашевидных знаков и концентрических колец коррелируется с памятниками культуры фуд-вессел. Они встречаются не только на природных валунах, но также на кромлехах, и плитах каменных ящиков и коридорных гробниц.

## Италия
Многочисленные чашевидные знаки круги обнаружены среди петроглифов долины Валькамоника.
Также многочисленные блоки с выгравированными знаками найдены на северо-западе Италии, в Пьемонте.

## Кавказ
На Кавказе чашевидные углубления встречаются на дольменах и скалах. Иногда они довольно густо усеивают крыши дольменов. Так, к примеру, на известном составном дольмене на горе Нексис Геленджикского района среди массы этих лунок имеются округлые фигуры из лунок или штрихов, внутри которых находятся также одна или больше лунок или крест, образуемый канавками. Предполагается их связь с дольменной культурой Западного Кавказа. Но изучение лунок крайне затруднено ввиду сильной эрозии поверхностей покровных плит.
Выявлена астрономическая и календарная символика многих композиций, образуемых лунками. Особенно это касается концентрических групп. Такие исследования были проведены на материале наскальных рисунков Дагестана.

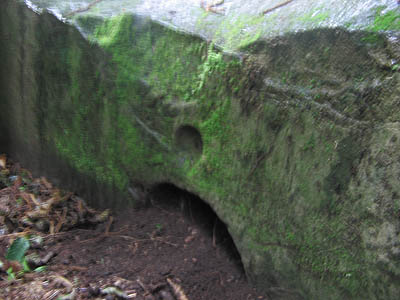
Чашеобразная лунка над входным отверстием дольмена.

## Испания
Подобный орнамент встречается в Галисии: он получил название «галисийский стиль».

## Галерея

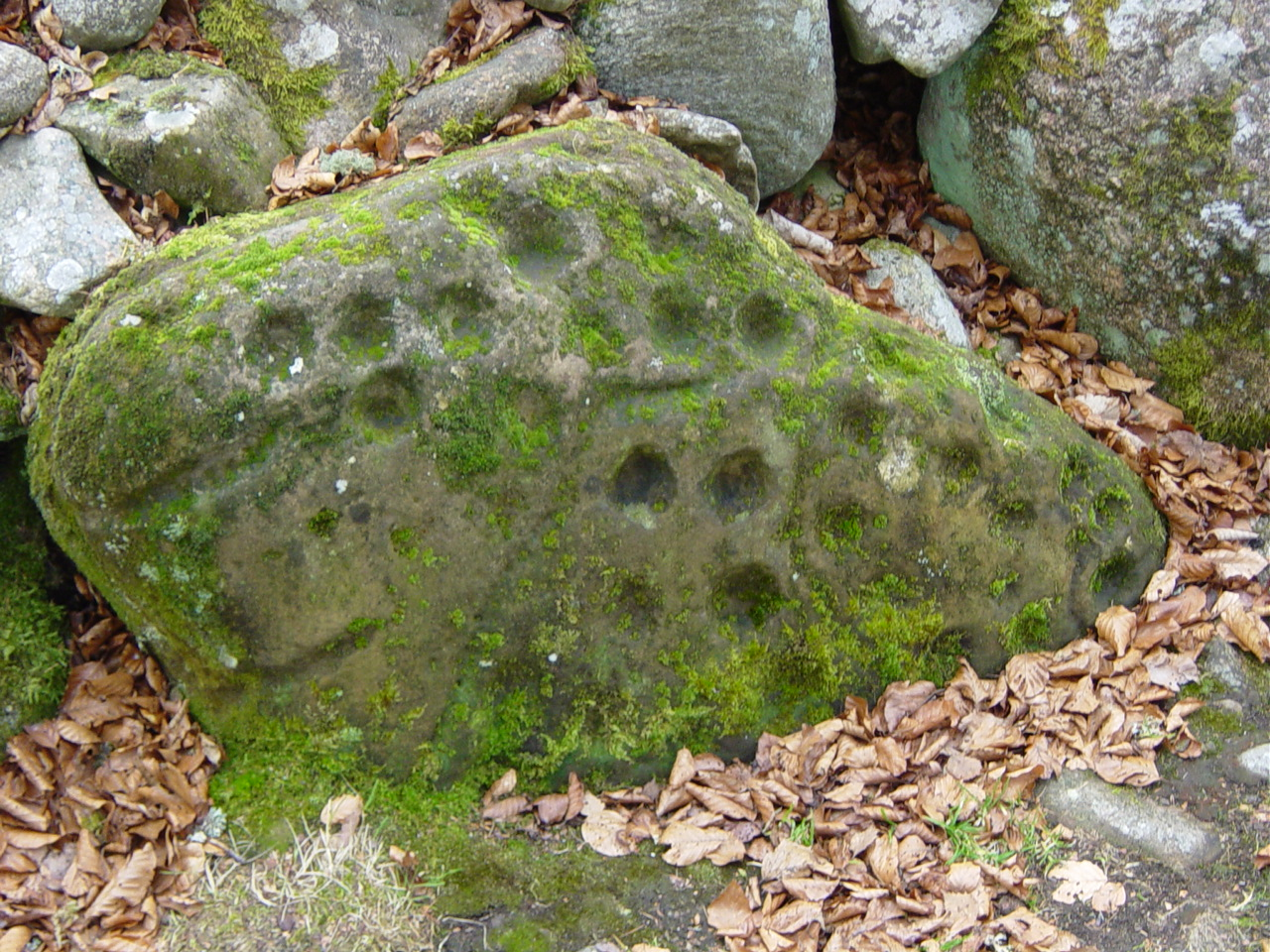
Чашечный камень в каирне Clava. Бронзовый век. Шотландия
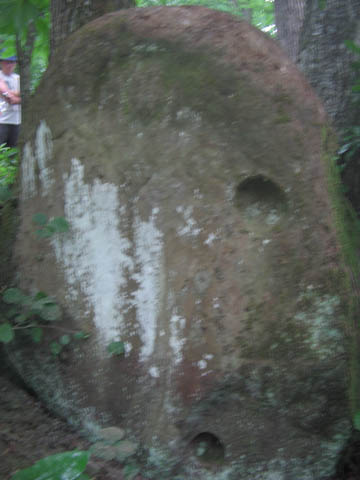
Чашечный камень с двумя лунками в урочище Три дуба. Западный Кавказ
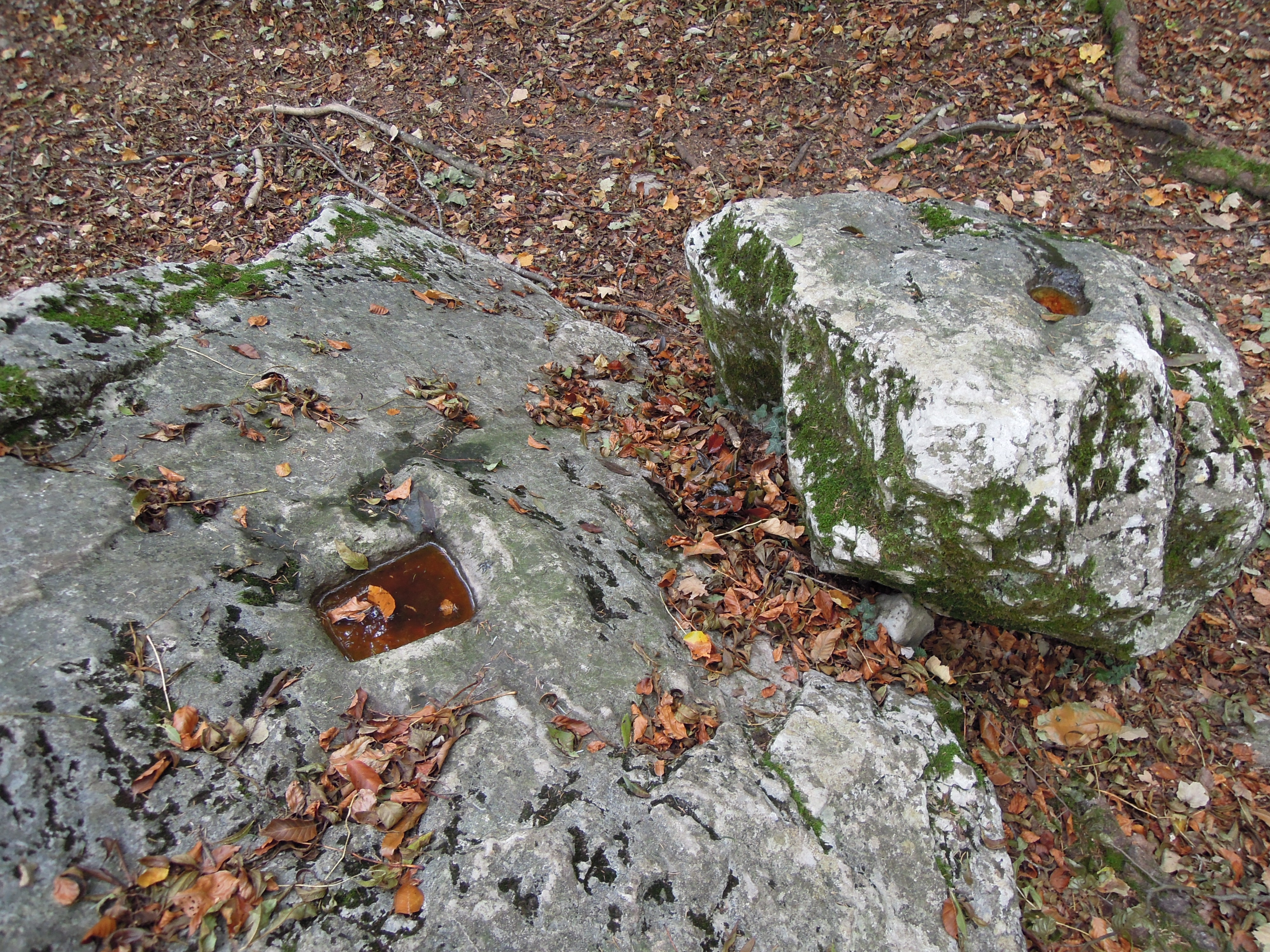
Два камня с чашеобразными выемками Pierre du Chevrier (d'Yvorne), Швейцария
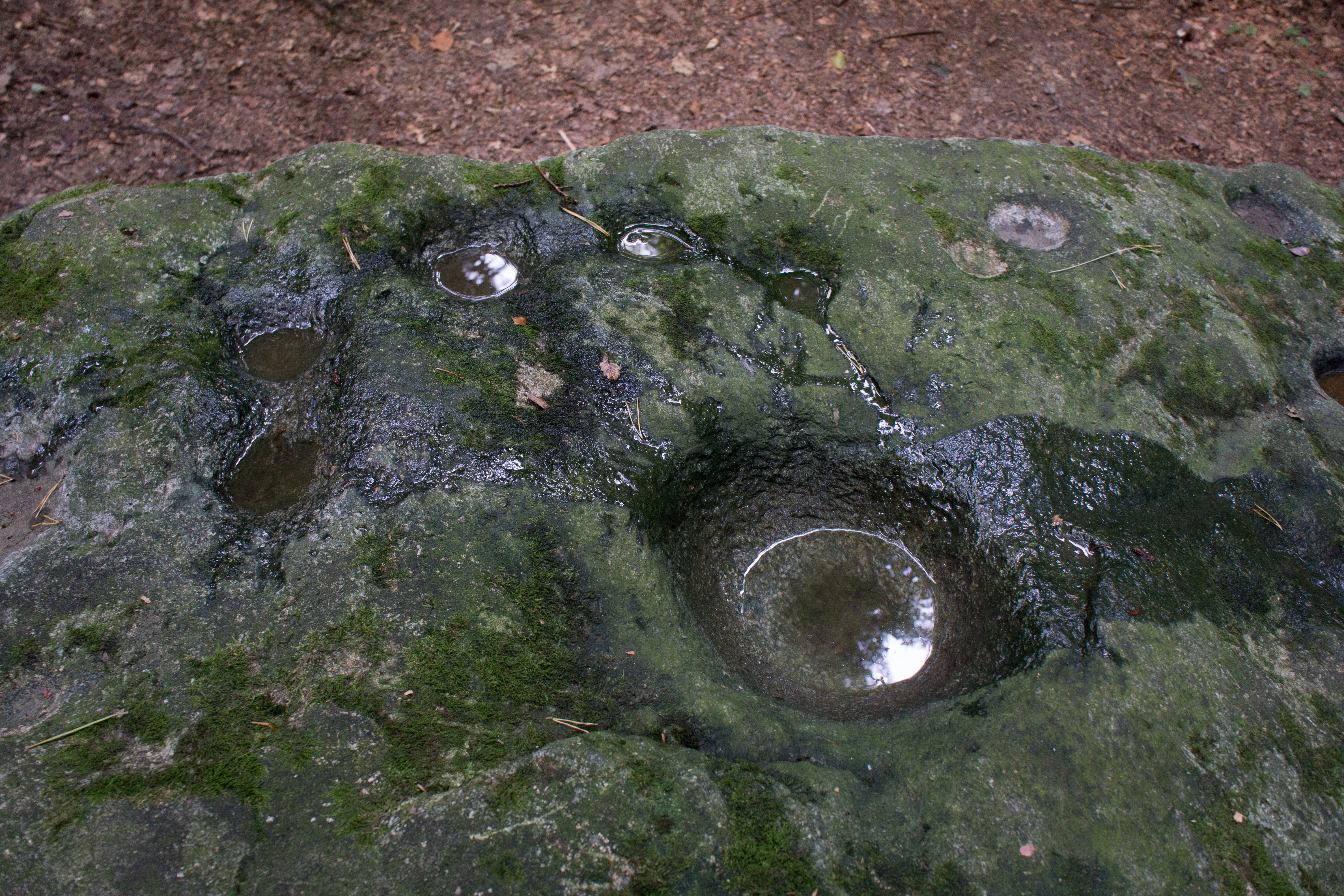
Mont-la-Ville, Швейцария
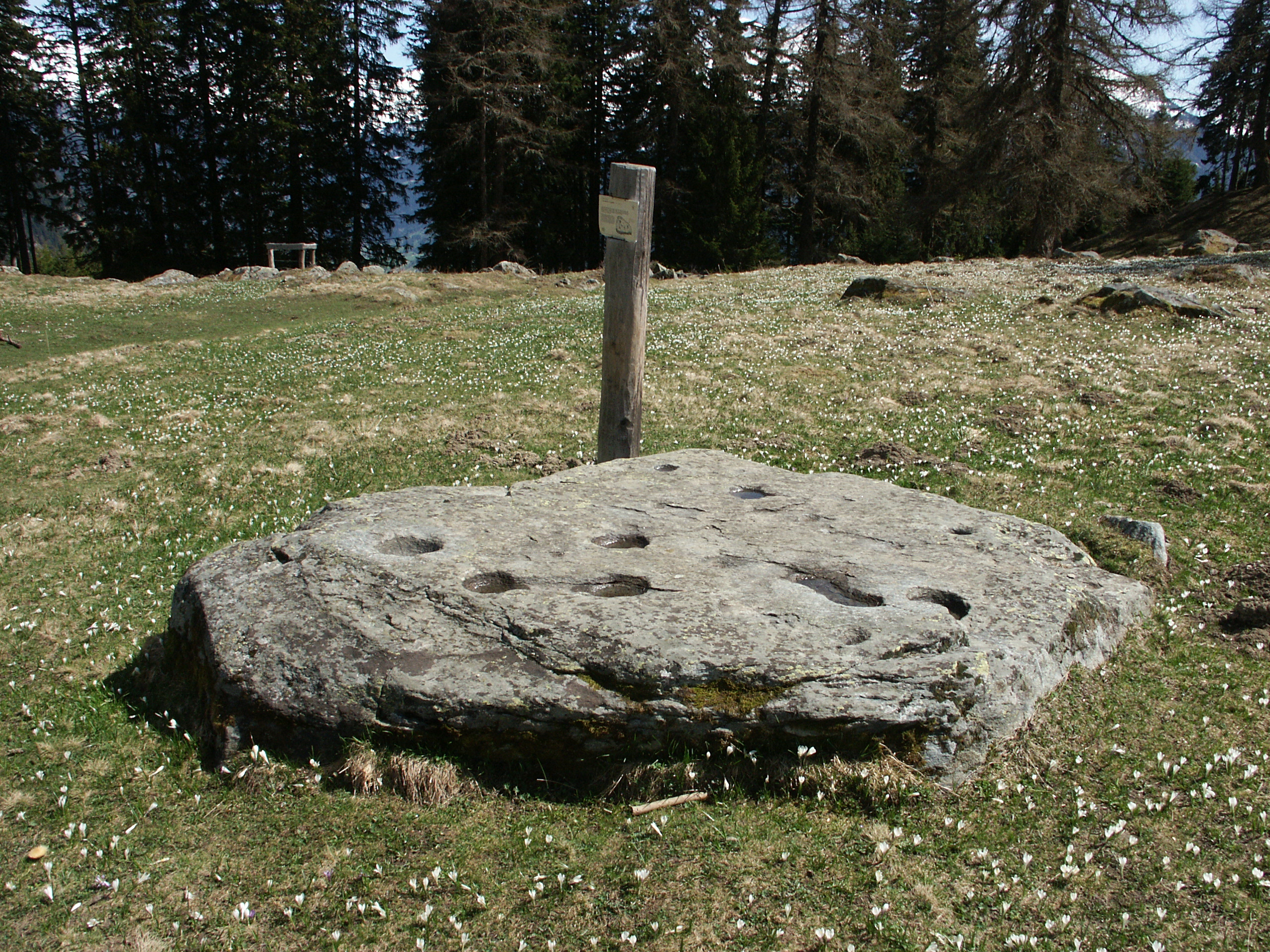
чашевидные выемки на камне в Коль-дю-Лейн, Вале, Швейцария.
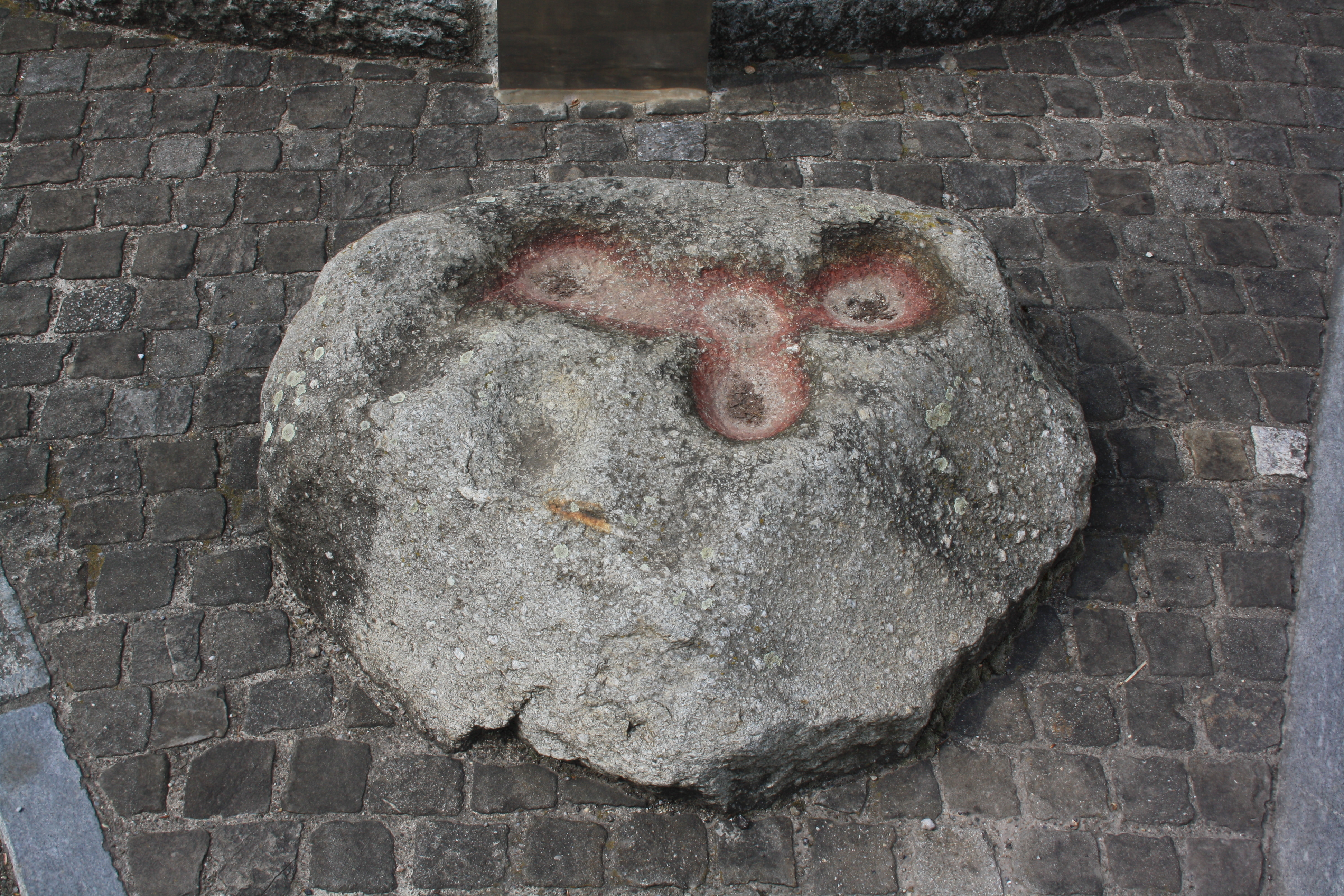
Чашеобразные полости в камне, Швейцария
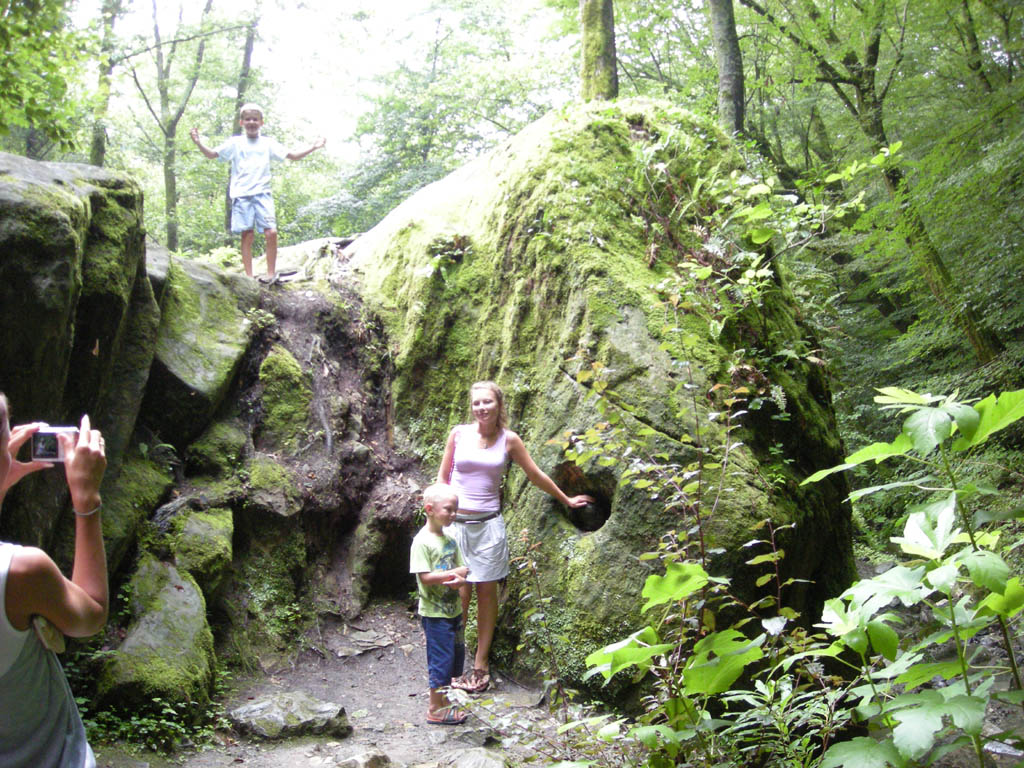
Чашечное углубление на тыльной стороне Волконского дольмена-монолита.
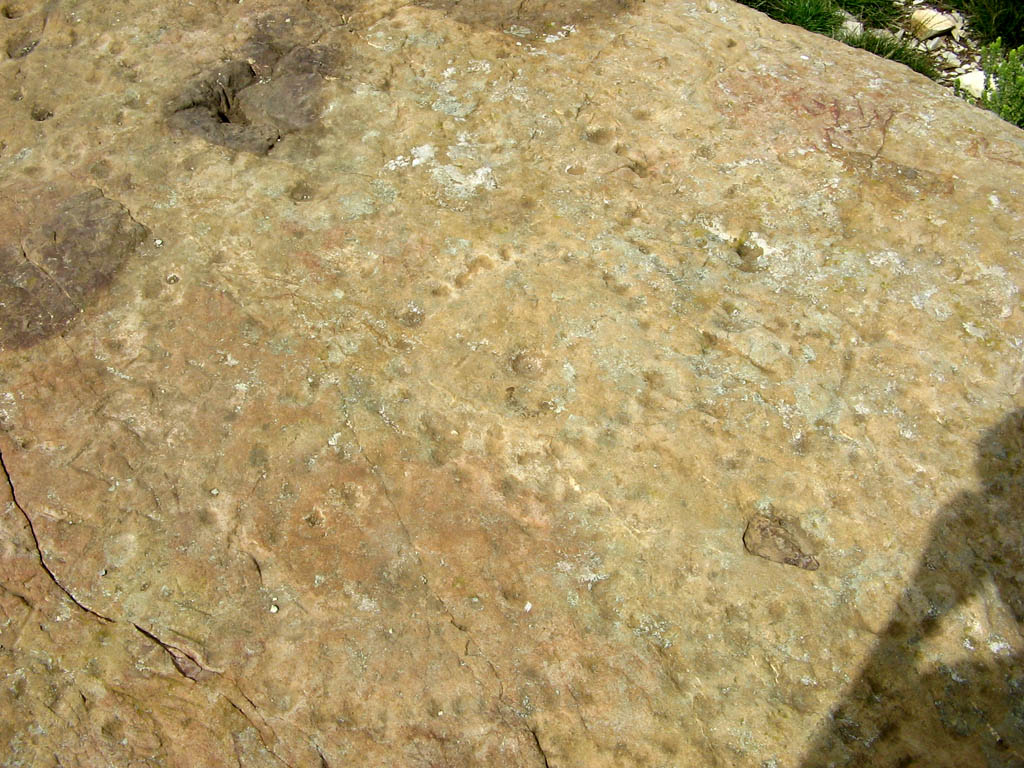
Узор из лунок на крыше составного дольмена горы Нексис.